# نفرخيل (دشت سر)
نفرخیل (بالفارسية: نفرخیل) هي قرية تقع في إيران في قسم دشت سر الريفي. يقدر عدد سكانها بـ 527 نسمة .